# Cybaeopsis pantopla
Cybaeopsis pantopla är en spindelart som först beskrevs av Bishop och Crosby 1935.  Cybaeopsis pantopla ingår i släktet Cybaeopsis och familjen mörkerspindlar. Inga underarter finns listade i Catalogue of Life.